# Miracle Laurie
Miracle Laurie, född 1 augusti 1981 i Huntington Beach i Kalifornien, är en amerikansk skådespelerska. Hon är mest känd för sin roll som Mellie i TV-serien Dollhouse.
Miracle Laurie växte upp i Huntington Beach i Kalifornien. Hon började med huladans vid tre års ålder, pianolektioner vid fem år och med teater vid sju års ålder. Hon tog en kandidatexamen i drama från University of California Irvine, och flyttade till Los Angeles. Laurie har medverkat i ett flertal teateruppsättningar. Som tillägg till skådespeleri så dansar hon och spelar ukulele i Uke Box Heroes, ett ukulele-coverband som hon var med och grundade.